# Tasogare Out Focus
Tasogare Out Focus (黄昏アウトフォーカス Tasogare Autofōkasu?) es una serie de manga japonesa escrita e ilustrada por Jyanome. El manga comenzó a publicarse en la revista digital BL de Kōdansha Honey Milk, en junio de 2018. La serie consta de cinco partes, tres de las cuales son parte de la historia principal y las otras dos son spin-off. Una adaptación de la serie de televisión de anime producida por Studio Deen se emitió de julio a septiembre de 2024.

## Sinopsis
A pesar de un comienzo complicado en su relación, los estudiantes de segundo año de secundaria Mao Tsuchiya y Hisashi Otomo han logrado encontrar una manera de coexistir en su dormitorio por un año más. Los compañeros de habitación juran cumplir con tres simples promesas: Mao debe abstenerse de revelar que Otomo es gay y de tener novio; Otomo, a su vez, no debe enamorarse de Mao; y los dos deben respetar la privacidad del otro cuando uno de ellos "necesita tiempo para sí mismo". Si bien estas son peticiones simples, el nuevo proyecto del club de cine de la escuela de repente los pone en riesgo.
El cortometraje del club para el año es una historia de amor entre chicos, entre un presidente de la clase y un delincuente, un papel para el que se considera que Otomo es el candidato perfecto. Como fotógrafo principal a cargo de componer cada escena, Mao supervisa todos los momentos íntimos entre los protagonistas, y aunque desearía poder negarlo, su creciente atracción por su compañero de habitación está afectando la producción de la película. Pero a medida que las cosas comienzan a intensificarse, tanto en la película como en su vida personal, Mao pronto se ve obligado a enfrentar directamente estas complejas emociones.

## Personajes
Mao Tsuchiya (土屋 真央 Tsuchiya Mao?)
 Seiyū: Yoshitsugu Matsuoka
Hisashi Otomo (大友 寿 Ōtomo Hisashi?)
 Seiyū: Yuma Uchida
Jin Kikuchihara (菊地原 仁 Kikuchihara Jin?)
 Seiyū: Makoto Furukawa
Giichi Ichikawa (市川 義一 Ichikawa Giichi?)
 Seiyū: Masatomo Nakazawa
Rei Inaba (稲葉 礼 Inaba Rei?)
 Seiyū: Takuya Eguchi
Shion Yoshino (吉乃 詩音 Yoshino Shion?)
 Seiyū: Sōma Saitō

## Contenido de la obra

### Manga
El manga fue escrito e ilustrado por Jyanome. Tasogare Out Focus está serializado en la revista digital BL de Kodansha, Honey Milk. La primera parte, Tasogare Out Focus, se serializó del 10 de junio de 2018 al 10 de marzo de 2019. Se recopiló en un solo volumen de tankōbon en junio de 2019. La segunda parte, Tasogare Out Focus 3: Overlap, que continúa la historia de la primera parte, se publicó en serie del 10 de mayo de 2019 al 10 de agosto de 2020. Se recopiló en un solo volumen tankōbon en agosto de 2020. La tercera parte, Tasogare Out Focus 5: Long Take, comenzó a serializarse el 10 de agosto de 2022. Se recopiló en un solo volumen tankōbon a partir de julio de 2023.
Un manga derivado, titulado Twilight Out of Focus 2: Afterimages in Slow Motion, se serializó entre el 10 de diciembre de 2019 y el 10 de mayo de 2020. Se recopiló en un solo volumen tankōbon en julio de 2020.
Otro manga derivado, titulado Twilight Out of Focus 4: The Evening Monologues, se serializó entre el 10 de diciembre de 2020 y el 10 de junio de 2021. Se recopiló en un solo volumen tankōbon en junio de 2021.
En marzo de 2022, Kodansha USA anunció que había obtenido la licencia de la serie para su publicación digital en inglés. En Anime Expo 2022, Kodansha USA anunció que obtuvo la licencia de la serie para su publicación impresa en inglés.

### Anime
El 3 de julio de 2023 se anunció una adaptación televisiva de anime. La serie es producida por Studio Deen y dirigida por Toshinori Watanabe, con Yoshimi Narita a cargo de la composición de la serie y Yoko Kikuchi a cargo del diseño de los personajes. Se estrenó el 4 de julio de 2024 en Tokyo MX y otras cadenas. El tema de apertura es "Crank Up" interpretado por Ikusaburo Yamazaki, mientras que el tema de cierre es "Unchain×Unchain" interpretado por Amber's. Crunchyroll obtuvo la licencia de la serie fuera de Asia.